# Kinosternon flavescens
Kinosternon flavescens е вид костенурка от семейство Тинести костенурки (Kinosternidae). Възникнал е преди около 4,9 млн. години по времето на периода неоген. Видът не е застрашен от изчезване.

## Разпространение
Разпространен е в Мексико (Веракрус, Коауила де Сарагоса, Нуево Леон, Тамаулипас и Чиуауа) и САЩ (Айова, Аризона, Илинойс, Канзас, Мисури, Небраска, Ню Мексико, Оклахома и Тексас).